# قلعه کوکیئه

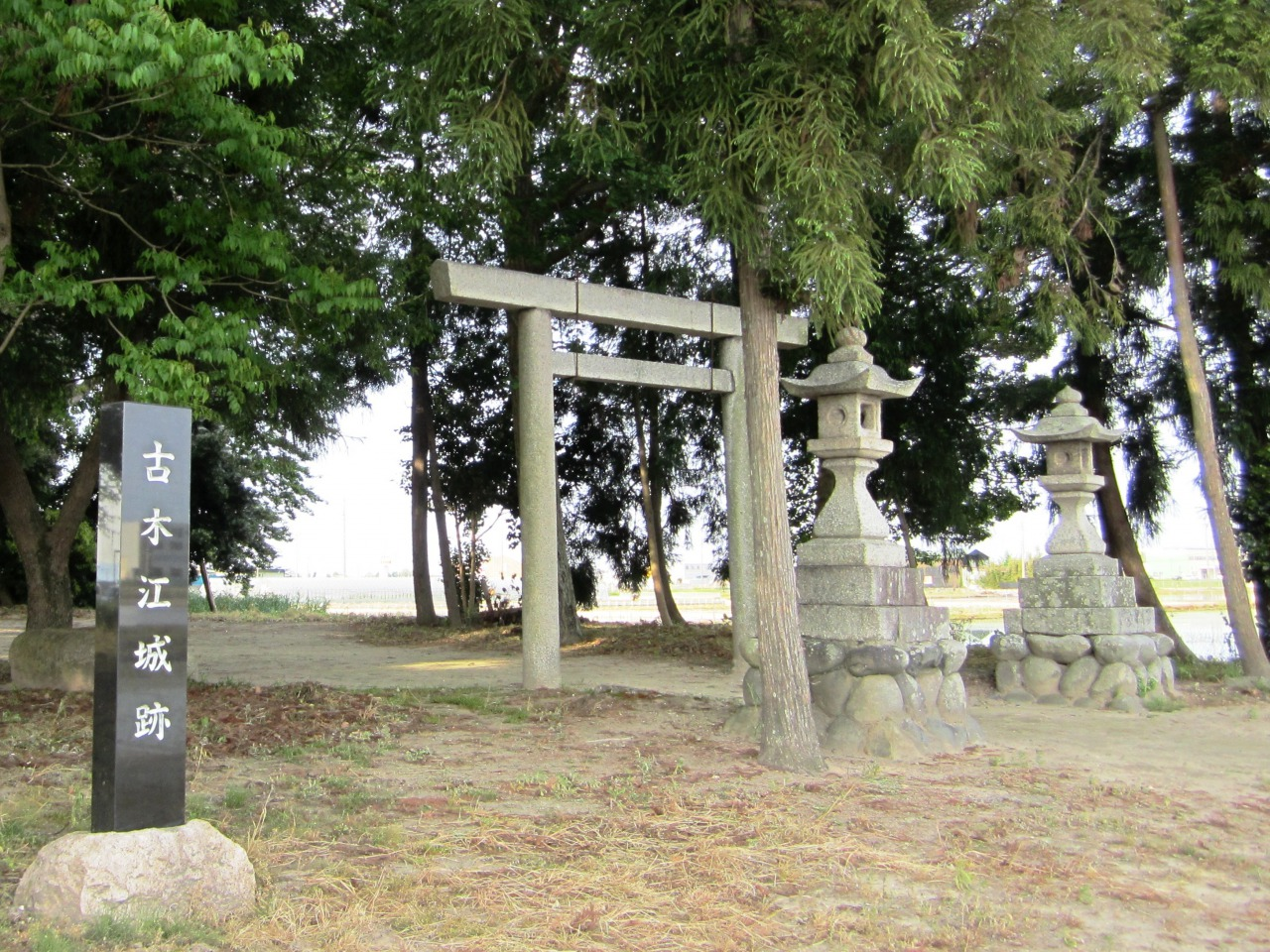
مکان قلعه

قلعه کوکیئه (به ژاپنی: 古木江城) نام یک قلعه ژاپنی در دوره سنگوکو در ولایت اٌواری، شهرستان کایسای بود. محل امروزی این قلعه در آیسای، آیچی در استان آیچی قرار دارد. این قلعه توسط اودا نوبواوکی برادر اودا نوبوناگا در سال ۱۵۶۷ برای مقابله با حمله احتمالی شورشیان بودایی ناگاشیما ساخته شده بود و توسط وی محافظت می‌شد. سال ۱۵۷۰ نبرد ایشی‌یاما هونگان آغاز شد. به پیروی از این معبد و بدنبال آن شورش ناگاشیما رخ داد و شورشیان توانستند قلعه ناگاشیما را تصرف کنند. سپس شورشیان در ۲۲ دسامبر همان سال به این قلعه حمله بردند. اودا نوبواوکی از نوبوناگا و ارباب قلعه کووانا، تاکیگاوا ایچی‌ماسو تقاضای نیروی کمکی برای مقابله با این حمله کرد. اما نوبوناگا در نبرد شیگا درگیر با نیروهای آساکورا یوشیکاگه، آزای ناگاماسا و راهبان مسلح (سوهی) معبد انریاکو در کوه هیئی بود و نتوانست به وی نیروی کمکی برساند. تاکیگاوا ایچی‌ماسو نیز قلعه‌اش در نزدیکی این قلعه قرار داشت در این زمان توسط شورشیان بودایی محاصره شده بود. ۶ روز بعد در ۲۸ دسامبر قلعه کوکیئه سقوط کرد و شورشیان نوبواوکی را وادار به هاراکیری کردند.
این قلعه در سال بعد متروک شد.